# Amphipterygium adstringens
Amphipterygium adstringens là một loài thực vật có hoa trong họ Đào lộn hột. Loài này được (Schltdl.) Schiede ex Standl. mô tả khoa học đầu tiên năm 1923.